# Meeting de Atletismo Madrid
Meeting de Atletismo Madrid – rokroczny mityng lekkoatletyczny organizowany w Madrycie. Pierwsze zawody odbyły się w 1979. Regularnie mityng rozgrywany jest od roku 1984. Pierwsze dwie edycje nosiły nazwę "Villa de Madrid", do 2000 roku zawody nazywały się "Comunidad de Madrid". W latach 2001–2003, w ramach kampanii promującej stolicę Hiszpanii, jako kandydata do organizacji Igrzysk Olimpijskich, mityng nosił nazwę "Meeting Atletismo Madrid 2012". Od 2004 obecna nazwa. Meeting de Atletismo Madrid jest jednym z najważniejszych mityngów sezonu lekkoatletycznego i posiada rangę World Challenge Meetings (dawniej Grand Prix IAAF). W zawodach startuje czołówka lekkoatletów świata.